# ルシラ・ナガサウ
ルシラ・ナガサウ（Rusila Nagasau、1987年8月4日 - ）は、フィジーの女子ラグビー選手。ルシラ・ナンガサウとも。

## プロフィール
- フィジー出身。
- ポジションはセンター(CTB)。
- 身長 185cm、体重 96kg

## 略歴
2016年、リオ五輪の7人制女子フィジー代表に選ばれた。
そして2021年、東京五輪の7人制女子フィジー代表に選ばれて主将を務めて銅メダル獲得。